# 天野勝文
天野 勝文（あまの かつふみ、1934年4月 - ）は、日本のジャーナリスト、 メディア評論家。
元筑波大学教授、元日本大学教授。新聞、テレビ、メディアを研究。

## 経歴
千葉県船橋市に生まれる。1957年（昭和32年）東京大学文学部 社会学科を卒業。
1959年（昭和34年）4月、毎日新聞東京本社入社、社会部、名古屋報道部、編集委員、論説委員などを歴任。
1986年（昭和61年）筑波大学助教授（ジャーナリズム担当）、その後同教授。1997年（平成9年）日本大学法学部新聞学科教授（新聞論担当）になる。2004年（平成16年）3月に同教授を定年退官。
この間、日本マス・コミュニケーション学会、日本記者クラブ会員で現在に至る。

## 著作

### 主著
- 川嶋保良、前田利郎、阿部汎克と共編著『マス・メディアへの視点―考えるヒントとして』 地人書館 1989年
- 村上孝止、松岡由綺雄と共編著『現場からみたマスコミ学―新聞・テレビ・出版の構造 販売価格』学文社 1994年
- 林利隆、渡辺修、桂敬一、藤岡伸一郎と共編著『岐路に立つ日本のジャーナリズム―再構築への視座を求めて』日本評論社 1996年
- 植田康夫、松岡由綺雄と共編著『現場からみたマスコミ学（2）』学文社 1996年
- 植田康夫、松岡新児と共編著『「現代マスコミ論」のポイント―新聞・放送・出版・マスメディア』学文社 1999年
- 生田真司と共編著『新版・現場からみた新聞学―取材・報道を中心に』学文社 2002年
- 植田康夫、松岡新児と共編著『新 現代マスコミ論のポイント』学文社 2004年
- 青木塾、山本泰夫と共編著『ジャーナリズムの情理ー新聞人・青木彰の遺産』産経新聞出版 2005年
- 橋場義之と共編著『新・現場から見た新聞学』学文社 2008年